# 瓦尔特·蒂尔
瓦尔特·埃里克·奥斯卡尔·蒂尔博士（德語：Walter Erich Oskar Thiel，1910年3月3日—1943年8月17日），德国火箭科学家，他为纳粹德国A4 (V-2)火箭的成功开发起了决定性作用。

## 生活

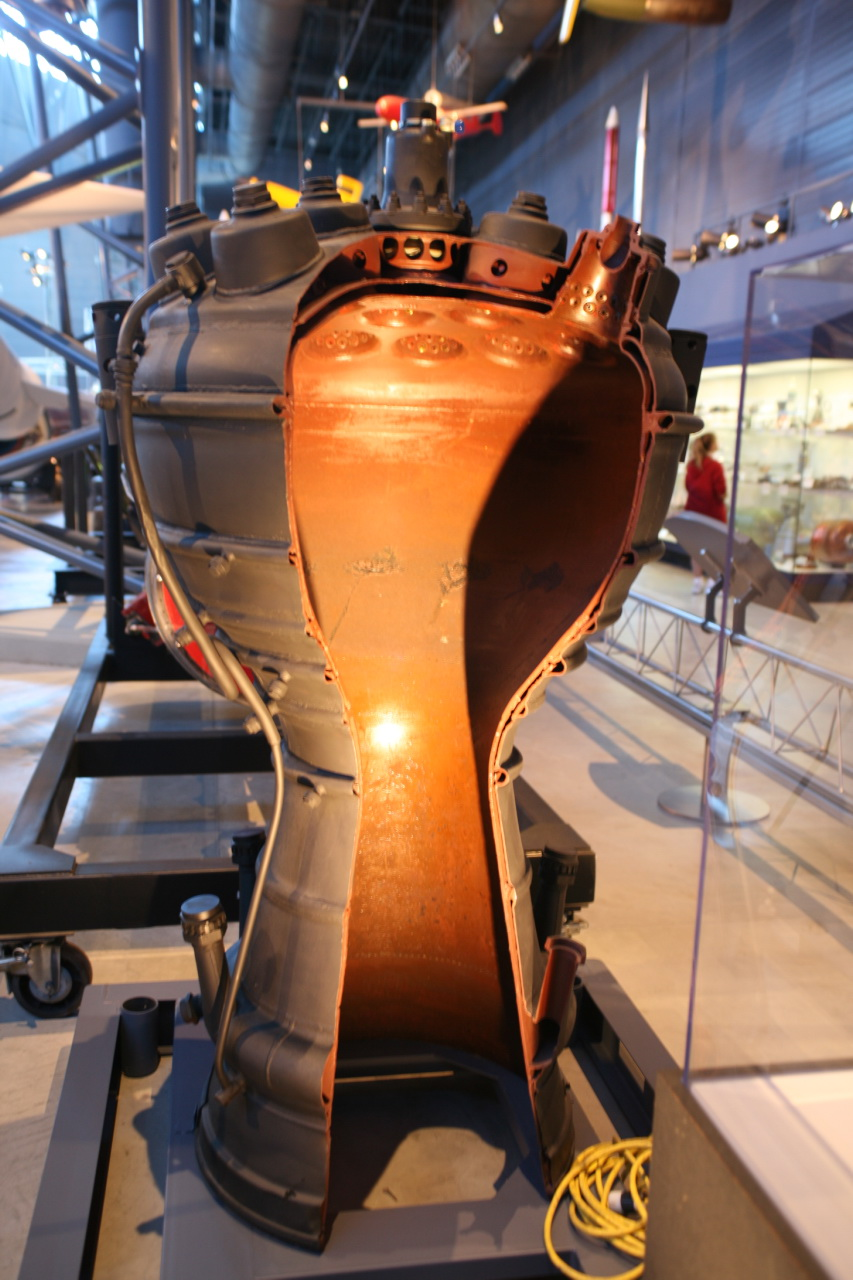
A4 引擎内部图

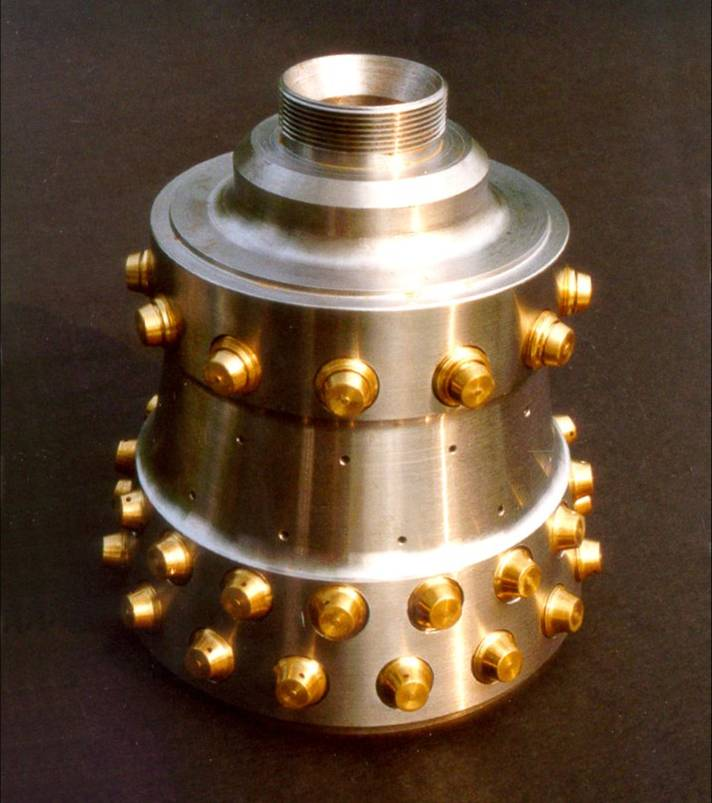
带有雾化喷嘴发动机缸(十八个之一)

1910年3月3日，瓦尔特·埃里克·奥斯卡·蒂尔出生于西里西亚的弗罗茨瓦夫城，是奥斯卡·蒂尔(德国邮政局公务员)和埃尔莎(普林茨)·蒂尔的次子。1929年他以全科 A 等的优异成绩完成了高中学业，1971年毕业于布雷斯劳科技大学(现在的弗罗茨瓦夫科技大学)化学专业，由于成绩出色，后来被给予进一步的免费深造。
1931年夏季学期，他又以优异的成绩通过了初考，1933年冬季学期中，他以最优等的成绩通过了所有七门证书考试，取得化学硕士学位。1934年他的毕业论文"《论在不饱和化合物烃中加入极性碳卤键化合物》"一举获得最高奖(优等生)并在1934年11月8日被授予博士学位(来源: 瓦尔特·蒂尔的博士头衔)。
蒂尔在布雷斯劳的大学教授将他推荐给了德国陆军兵器局研究所副秘书长教授-柏林大学的卡尔·埃里克·舒曼教授。蒂尔先前的研究具有技术适用性，因此，他在该领域的基础研究一直保持着领先地位。1934年晚期和1935年初，蒂尔成为了国防部研究指导。舒曼手中一直掌握有大量的毕业论文和学术论文，包括沃纳·冯·布劳恩在1934年所撰写的论文。库默斯多夫试验场与舒曼研究所有着紧密的联系，该试验场东部专门为舒曼研究所的实验基地，而西部是瓦尔特·罗伯特·多恩伯格领导的一群科学家在进行实验。在此，蒂尔结识了多恩伯格和冯·布劳恩。
1936年秋，多恩伯格要求蒂尔从基础研究转至正在库默斯多夫西部测试场进行的液体火箭项目(Wa Prüf 11)，所有涉及引擎方面的课题都交给了蒂尔。要求负责在很短时间内完成25吨火箭引擎的开发，这是一项重大而艰巨的挑战，他不得不全力加快研制进度。1937年4月27日蒂尔提出了对火箭引擎决定性改进方案，包括缩短燃烧室、优化喷管冷却。此外，他还继续为火箭引擎研究不同的燃料混合物。
1937年首批研究人员从库默斯多夫转至佩内明德。由于当时测试基地还未准备好，蒂尔和他的团队一直留在库默斯多夫直到1940年。1940年军队研究中心从库默斯多夫迁到佩内明德后，蒂尔在冯·布劳恩手下担任中心副主任。在1940年，更多新的科学家被招募来加速A4的研发，其中化学家格哈德·海勒成为蒂尔的一名重要合作伙伴，二人也建立了深厚的友情。其它的一些同事还有：赫尔曼·M·贝杜尔提克、康拉德·丹南伯格、沃纳·多布里克、汉斯·菲希特纳 、沃纳·根格尔巴奇、汉斯·J·林德梅叶、威廉·A·姆拉泽克、库尔特·E·帕特、格哈德·赫·赖西格、瓦尔特·J·里德尔(里德尔三世)、路德维希·罗斯、赫尔穆特·佐伊克等。战后，这些科学家及其他人作为回形针行动的一部分，被招募为美国政府服务。
1942年10月3日，A4项目在七号测试站成功发射，火箭朝目标方向飞行了190公里，高度达到了85公里，最高时速是1322米/秒，充分显示出了其军事作用，纳粹领导人要求立即投入战争。尽管整个系统仍不成熟，但当局要求大规模转入生产。1942年10月3日后，出现了多次发射失败，蒂尔和他的同僚以及佩内明德许多研制人员都非常疲惫和压抑，工作重任、成功的压力以及从研究到生产转变造成的大量人员损失。蒂尔拒绝宣布火箭引擎已可大批量生产。在前往健康中心途中写给冯·布劳恩的一封给信中，蒂尔介绍"阿格雷加特四型导弹""...它只是一个复杂的实验品，还不是一个大项目..."。1943年8月17日蒂尔提出了口头抗议 ，他计划到大学教书，但多恩伯格拒绝了他的辞呈。
接下来的一个晚上，即1943年8月17日到8月18日的夜间，英国皇家空军对佩内明德发动了代号为"九头蛇行动"的空袭轰炸。蒂尔一家被炸死在卡尔斯哈根住宅前面的一条堑壕中，很可能一颗炸弹直接命中了堑壕。现马丁学校就坐落蒂尔住宅的原址上。
1944年10月29日，蒂尔被追授战功十字勋章。
蒂尔的成就没有被遗忘，1970年月球上的蒂尔陨石坑就是以他的名字命名的，该陨坑位于月球背面，从地球无法直接看到(月面坐标：40°10′N 134°34′W / 40.17°N 134.56°W，直径35.67公里)。此外，蒂尔还是1976年首批被列入美国新墨西哥州阿拉莫戈多“太空名人堂”的先驱之一。

## 系列导弹开发
基于佩内明德同僚莫里茨·波尔曼(Moritz Pöhlmann)所支持的薄膜冷却方案，蒂尔设计出了通过带有细小孔眼的圆环将未燃烧的燃料注入到喷管侧壁，通过蒸发冷却防止火箭喷嘴被烧蚀。
1941年9月15日，蒂尔正式宣布安装有18缸的A-4发动机已设计完成。
1941年初春，蒂尔开始研究硝酸和柴油作为30吨推力的 A-8 的燃料。
1941年12月18日，蒂尔在1496/41号秘密命名文件中记录了六个燃烧室共用一个喷嘴的 A-9/A-10 发动机最初设计方案。
1943年8月中旬，蒂尔博士宣布 A-4 的开发出现问题，无法进行大批量生产，建议放弃该项目。
蒂尔还设计了世界上第一款防空导弹-"瀑布"导弹的发动机。